# Донец-Захаржевский, Григорий Ерофеевич
Григорий Ерофеевич Донец, также (Донец-Захаржевский) — стольник Русского царства. Полковник Харьковского слободского казачьего полка (1668—1691) и Изюмского слободского казачьего полка. В течение более 20 лет вёл борьбу с татарами. Основатель рода Донцов.
На Слобожанщине он так же знаменит строительством многих населённых пунктов, крепостей, защитных линий (валов). Наибольшее число укреплений под его руководством сооружено по реке Северский Донец. При нём и благодаря ему г. Изюм стал центром сформированного Изюмского слободского полка, также отданного ему в управление. Григорий Ерофеевич стал первым полковником данного полка. Изюмский слободской казачий полк стал первым полком, где отсутствовал представитель центральной царской власти — воевода.
Основатель слобожанского дворянского рода Донцов-Захаржевских.

## Биография
- В мае 1659 года Григорий Донец упоминается среди полковников наказного гетмана Ивана Федоровича Беспалого, который воевал на стороне Москвы против гетмана Ивана Евстафьевича Выговского[1].
- В 1660 году Григорий Донец — выборный казак Харьковского слободского казачьего полка.
- В 1662 году Григорий Донец уже находится в должности десятника.
- 1664 год. В период, когда харьковским полковником был Иван Дмитриевич Сирко, будущий кошевой атаман запорожских низовых казаков, Г. Донец уже являлся сотником[2] Харьковского слободского казачьего полка.
- В 1666 году сотник Григорий Донец доставил в Москву пленённых на Тору татар, за что награждён деньгами и сукном.
- В октябре 1668 года после смерти полковника Фёдора Репки, убитого антироссийскими заговорщиками под руководством бывшего атамана И. Кривошлыка, казаки выбирают Донца своим командиром. На его имя была выдана первая царская жалованная грамота, подтверждающая Харьковское полковничество. На посту командира Харьковского слободского полка Г. Донец снискал себе славу неутомимого военного деятеля и способного администратора. Ещё будучи сотником, он строил укрепления в слободе Маяки, превращая её в крепость, и три раза разбил татар под Маяками.
- В 1679 году татарская орда напала на Слобожанщину, дойдя до самого Харькова. Г. Донец с полком разбил орду и отбил у неё пленных и скот.
- В 1680 году снова был татарский набег во главе с самим Крымским ханом. Татары захватили много пленных, имущества и фуража. Один из ханских отрядов опустошил под Харьковом Дергачи, Лозовую, Липцы, Борщевое, Жихорь. Было убито и захвачено в плен 215 человек, угнано свыше 11 тыс. голов скота, увезено много хлеба. Была ограблена и деревня самого полковника. Григорий Ерофеевич настиг захватчиков и отбил пленных и имущество. Татарские набеги повторялись почти ежегодно, а то и несколько раз в году.
- В 1681 году крымчаки несколько раз нападали на г. Тор (современный город Славянск).
- В 1687 году полковник Донец разбил Азовскую орду, которая опустошала земли Харьковского полка. Известны набеги 1686, 1688, 1689 годов. И каждый раз слободские казаки отбивали нападения и изгоняли врагов.

Предполагаемый первый герб Харькова XVII в. по реконструкции И. Саратова

## Балаклейский слободской казачий полк1670—1677
Одно время на Харьковщине было два полковника и два полка. В 1663 году с разрешения белгородского воеводы казачий атаман Яков Степанович Черниговец поселился вместе со своими заднепровскими переселенцами у истока реки Балаклейки близ татарских перелазов. Там была основана крепость и городок Балаклея. За верную службу царь Алексей Михайлович в 1670 году назначил казачьего атамана Балаклейским полковником. Впоследствии Черниговца лишили полковничьей должности (1677 год), а полк передали под командование Григория Донца, и он слился с Харьковским.
Причины опалы Якова Черниговца до сих пор не совсем ясны. Тем не менее участие в этих событиях Григория Ерофеевича очевидны. Будучи в прекрасных отношениях с Белгородским воеводой, он мог влиять на отношение престола к Балаклейскому полковнику. После упразднения полка Григорий Ерофеевич начал активную строительную деятельность связанную с районом города Изюм.

## Изюмский слободской казачий полк1681—1690
В 1681 году Григорий Донец переносит крепость Изюм на правый берег Северского Донца, к месту впадения р. Мокрый Изюмец, и строит новый город, используя на работах 1500 казаков Харьковского полка. Чтобы новый город быстрее заселялся, он в 1682 году сам переезжает туда, получив царскую грамоту с разрешением проживать в Изюме и правом распоряжаться в новом городе, согласно казачьим обычаям, и призывать на жительство туда черкас из Харьковского, Ахтырского и Сумского полков. Григорий Донец по-прежнему остаётся Харьковским полковником, его сын Константин Григорьевич был назначен в Харькове наказным полковником. Через некоторое время Константин переехал в Изюм, а Григорий Ерофеевич — в Харьков. Это было сделано с намерением закрепить за Константином Изюмское полковничество, в то время как Харьковское Донец хотел передать другому сыну — Фёдору. С этой целью он сам ездил в Москву, а в 1685 году направил туда Константина с большой группой полковой старшины. Изюмцев при дворе приняли ласково и просьбу удовлетворили. Константин получил грамоту на Изюмское полковничество, а Изюмский полк выделялся из Харьковского и становился самостоятельным. Но управлять полком Константину поручено было вместе с отцом.

## Конец жизни
В 1690 году принимает иноческий постриг, и становится монахом под именем Авдей. Последние годы проводит в Куряжском мужском монастыре, который сам же и построил в 1663 году. Умер Григорий Ерофеевич 18(28) июля 1691 года.
Территория Куряжского монастыря стала местом упокоения Григория Ерофеевича и некоторых членов его семьи.

## Семья
Григорий Ерофеевич Донец стал основателем слобожанского дворянского рода — Донцов-Захаржевских.
Его потомки были видными представителями старшины в «казацкий» период Слобожанщины, так же занимали не последнее положение и в «губернский» период.
Удачная брачная политика Григория Ерофеевича (и его потомков) связала его с видными родами как Слобожанщины и Гетьманщины, так и с дворянскими родами общеимперского порядка. Что позволило Донцам-Захаржевским занять достойное место в перечне дворянских фамилий Российской Империи.
Члены семьи:
- Евфалия Ковалевская — жена Григория Ерофеевича. Из рода Ольшанских сотников, Ковалевских.
- Константин Григорьевич — сын. Полковник Харьковский, Изюмский[3].
- Федор Григорьевич — сын. Полковник Харьковский, Изюмский[4].
- Иван Григорьевич — сын. Наказной Харьковский полковник.
- Дочь Григория Ерофеевича была замужем за Федором Шидловским. Этот брак был первым в череде семейной унии Донцов-Шидловских.